# Антиох IV Епифан
Антиох IV Епифан („Прочут“, гр. Αντίοχος Επιφανής, род. 215; †164 г. пр. Хр.), нарекъл се също и ΘΕΟΣ ΕΠΙΦΑΝΗΣ, (Theos Epiphanes – „Божествено Въплъщение“), е сирийски цар от династията на Селевкидите.
Антиох IV е син на Антиох III Велики и Лаодика III. След битката при Магнезия (190 г. пр. Хр.), в която баща му Антиох III бил победен от римляните, синът му Антиох е бил взет в плен и е живял 14 години в Рим, преди римския сенат да му даде съгласието си да стане цар. Времето на неговото царуване било от 175 до 164 г. пр. Хр..
След смъртта на брат му Селевк IV Филопатор през 175 г. пр.н.е. той е допуснат да управлява преди племенника си Деметрий I Сотер със съгласието на Рим. Антиох IV се опитвал да реформира армията по римски образец и да възроди силата на Александровото царство, но бил запомнен повече със своята жестокост и ексцентрични прояви, отколкото с качествата му на държавник и военачалник. Заради това неговите съвременници го нарекли с прозвището Epimenes, т.е. „безумния“.
Антиох IV води войни с Птолемеев Египет (Шеста сирийска война, 169/8 пр.н.е.); атакувайки превантивно през 170 г. пр. Хр. той пленява Птолемей VI, но страхувайки се от реакцията на Рим той оставя Птолемей VI на трона, без да успее да контролира политиката на Египет. През 168 г. пр. Хр. Антиох IV напада втори път и почти превзема Делтата на Нил, но е спрян от римския пратеник Гай Попилий Ленат, който му връчва ултиматум. Пред заплахата от война с Рим Антиох IV сключва примирие и се оттегля.
През управлението си Антиох IV забранява юдаизма. Политиката му е съпроводена с множество репресии, гонения и показни светотатства, като например заколване на свиня в Йерусалимския храм, превърнат в храм на Зевс. През 168/7 пр.н.е. в Йерусалим избухва бунт против налаганата от Антиох IV насилствена елинизация на евреите. След 165 пр.н.е. той се бори с голяма жестокост срещу въстаналите Макавеи в Юдея.
През последните си години Антиох IV е принуден да воюва срещу армиите на Партия, нападащи източните граници, но в 164/3 пр.н.е. умира по време на похода. Наследен е от малолетния си син Антиох V Евпатор.
Антиох IV след възкачването си се жени за сестра си Лаодика IV, преди това жена на брат му Селевк IV. Има дъщери: Лаодика VI, Лаодика (съпруга на Митридат III) и синове: Антиох V Евпатор и Александър I Балас (самозванец или нелегитимен).